# بالنا کالیفرنیا
بالنا کالیفرنیا (به انگلیسی: Ballena) یک منطقهٔ مسکونی در ایالات متحده آمریکا است که در شهرستان سن دیگو، کالیفرنیا واقع شده‌است.